# Microrégion de Tarauacá

Localisation de la microrégion de Tarauacá

La microrégion de Tarauacá est une des microrégions de l'État de l'Acre appartenant à la mésorégion de la vallée du Juruá, au Brésil. Elle couvre une aire de 45 184 km2 pour une population de 74 738 habitants (IBGE 2006) et est divisée en trois municipalités. Elle a une densité de 1,7 hab./km2.
Elle est limitrophe du Pérou.

## Microrégions limitrophes
- Cruzeiro do Sul
- Sena Madureira
- Boca de Acre (Amazonas)
- Jurua (Amazonas)

## Municipalités[1]
- Feijó
- Jordão
- Tarauacá